# Dormánd
Dormánd ist eine ungarische Gemeinde im Kreis Füzesabony im Komitat Heves.

## Geografie
Dormánd erstreckt sich über eine Fläche von 20,06 km². Die Gemeinde liegt 4 km südlich von Füzesabony und 3 km nördlich von Besenyőtelek an der Landesstraße 31. Die Ortsteile Nagyhanyi und Kishanyi westlich von Besenyőtelek gehören ebenfalls zu Gemeinde.

## Sehenswürdigkeiten
- Die römisch-katholische Kirche Kisboldogasszony: Das Baudenkmal wurde von 1771 bis 1773 im Rokoko-Stil erbaut.
- Die St.-Anna-Kapelle im Ortsteil Kishanyi (hanyipusztai Szent Anna kápolna): Erbaut 1719 im Barock-Stil, 1814 restauriert.
- Das  Museum wurde 1976 im Geburtshaus von Zsigmond Remenyik eröffnet.
- Zsigmond-Remenyik-Denkmal, erschaffen von Attila Pintér

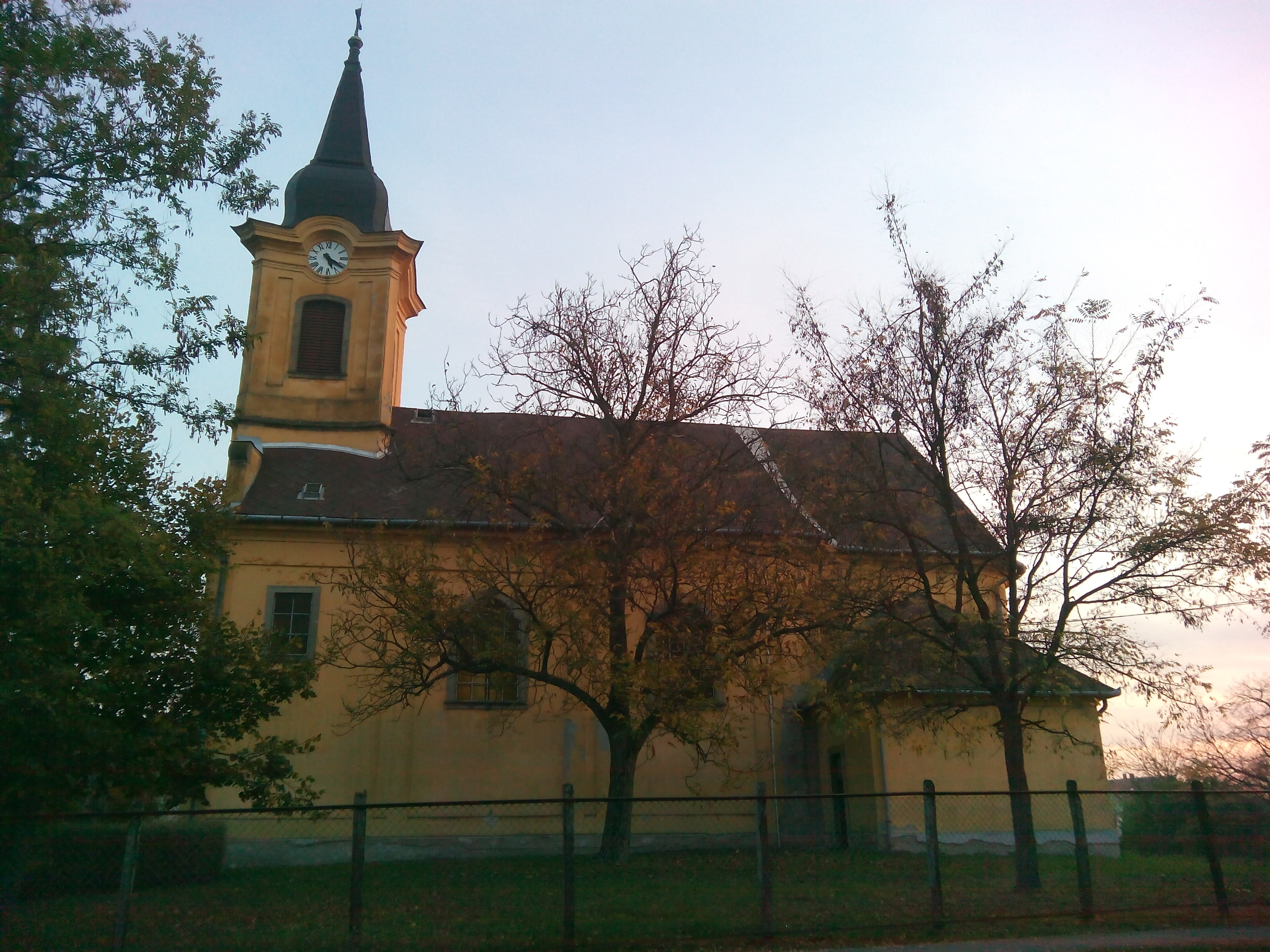
Röm.-kath. Kirche Kisboldogasszony
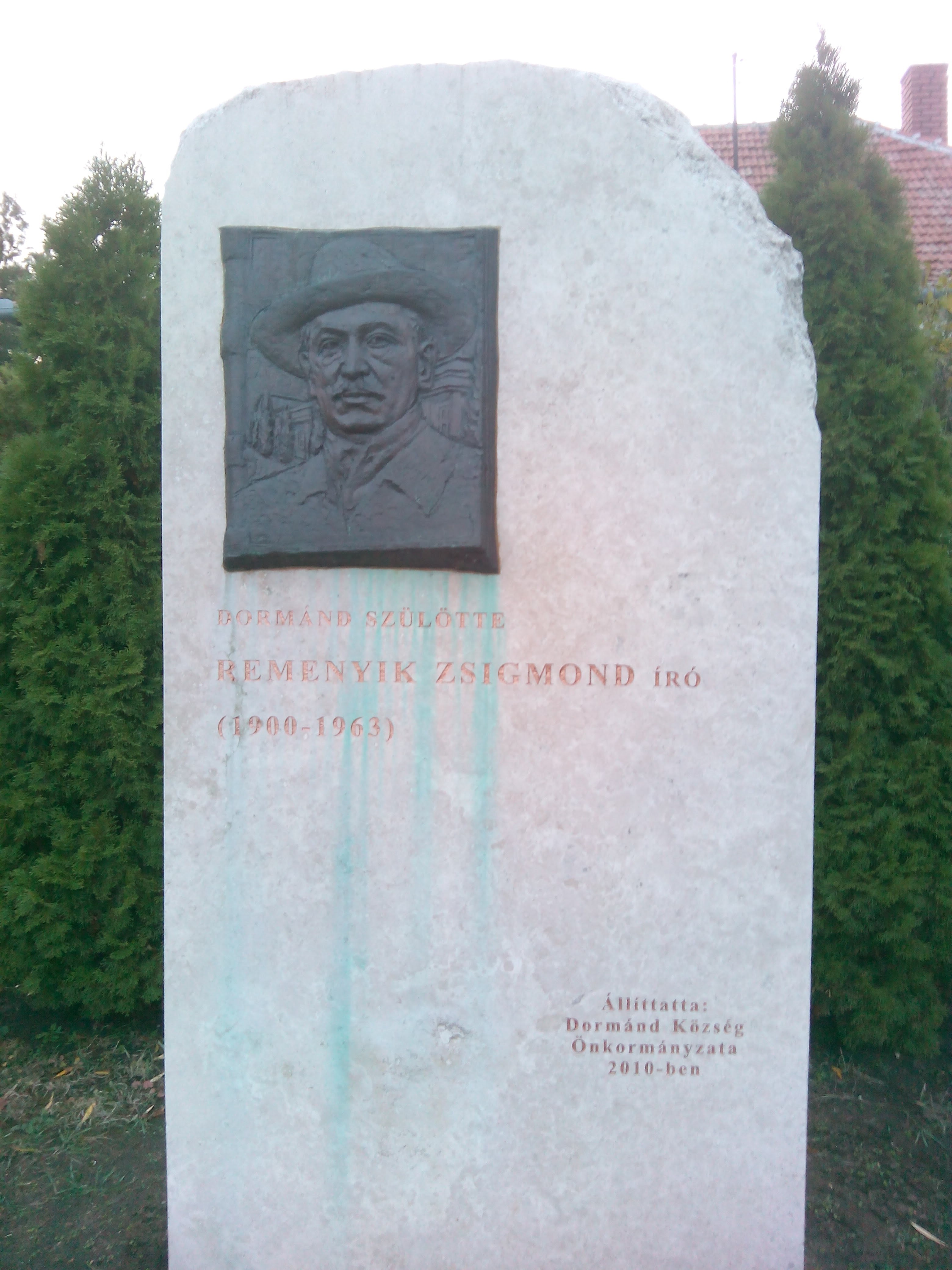
Zsigmond-Remenyik-Denkmal

## Töchter und Söhne der Gemeinde
Der ungarische Dichter Zsigmond Remenyik wurde hier am 19. Juli 1900 geboren und ging auch hier die ersten Jahre zur Schule.

## Verkehr
Der nächstgelegene Bahnhof ist in Füzesabony.
An der nördlichen Grenze der Gemeinde ist eine Ausfahrt der Autobahn M3 zur Landesstraße 33. Im Ort endet die Landesstraße 31.